# Bá tước xứ Dumbarton

Huy hiệu của Vương tử Henry, Bá tước hiện tại của xứ Dumbarton

Bá tước xứ Dumbarton (tiếng Anh: Earl of Dumbarton) là một tước hiệu của giới quý tộc Scotland, gắn với địa danh Dumbarton ở khu vực Tây Dunbartonshire, Scotland. Tước hiệu này đã được tạo ra hai lần, đầu tiên là vào năm 1675 thuộc Đẳng cấp quý tộc Scotland và lần gần đây nhất là vào năm 2018 thuộc Đẳng cấp quý tộc Vương quốc Liên hiệp Anh.

## Lịch sử
Tước hiệu lần đầu tiên được tạo ra trong Đẳng cấp quý tộc Scotland vào ngày 9 tháng 3 năm 1675 cho Lãnh chúa George Douglas, con trai của Hầu tước Douglas và em trai của Công tước Hamilton, vì đã phục vụ chiến đấu trong Chiến tranh Pháp-Hà Lan. Lãnh chúa Dumbarton cũng được trao tước hiệu Lãnh chúa Douglas xứ Ettrick. Ông đã kết hôn với Anne Douglas (nhũ danh Wheatley), em gái của Catherine Fitzroy, Công tước phu nhân xứ Northumberland. Sau cái chết của người con trai duy nhất của họ, Bá tước thứ hai chưa lập gia đình, cả hai tước hiệu đều bị thu hồi vào ngày 7 tháng 1 năm 1749.
Vào ngày 16 tháng 7 năm 2018, tước hiệu này đã được Nữ vương Elizabeth II tái lập tước hiệu và cho thuộc vào Đẳng cấp quý tộc Vương quốc Liên hiệp Anh như một trong hai tước hiệu phụ dành cho cháu trai của bà là Vương tử Harry, Công tước xứ Sussex, nhân dịp đám cưới của ông, khi ông cũng được phong làm Nam tước xứ Kilkeel. Tước hiệu đã được công bố vào ngày 19 tháng 5 năm 2018. Người thừa kế danh hiệu bá tước là con trai của ông, Vương tôn Archie xứ Sussex.

### Bá tước xứ Dumbarton, lần đầu tiên, năm 1675
| Tên                      | Chân dung      | Sinh                                                                                              | Hôn nhân                           | Mất                                             |
| ------------------------ | -------------- | ------------------------------------------------------------------------------------------------- | ---------------------------------- | ----------------------------------------------- |
| George Douglas 1675—1692 | George Douglas | 1635 Lâu đài Douglas con của William Douglas, Hầu tước thứ nhất xứ Douglas, và quý bà Mary Gordon | Anne Wheatley (mất năm 1691) 1 con | 1692 St-Germain-en-Laye, Paris, Pháp 56–57 tuổi |
| George Douglas 1692—1749 |                | 1687 con trai của George Douglas, Bá tước thứ nhất xứ Dumbarton, và Anne Wheatley (mất năm 1691)  | Chưa lập gia đình                  | 1749 Douai, Pháp 61–62 tuổi                     |

### Bá tước xứ Dumbarton, lần tái lập thứ 2, năm 2018
| Tên                                                                                              | Chân dung      | Sinh                                                                                                  | Hôn nhân                                | Mất                     |
| ------------------------------------------------------------------------------------------------ | -------------- | --- | --------------------------------------- | ----------------------- |
| Vương tử Harry Vương tộc Windsor 2018–nay hay: Công tước xứ Sussex và Nam tước xứ Kilkeel (2018) | Vương tử Harry | 15 tháng 9 năm 1984 Bệnh viện St Mary, London con trai của Charles III của Anh, và Lady Diana Spencer | Meghan Markle 19 tháng 5 năm 2018 2 con | – 40 năm, 173 ngày tuổi |

## Dòng kế vị

Biểu ngữ huy hiệu của Vương tử Harry, Công tước xứ Sussex và Bá tước xứ Dumbarton

- Vương tử Harry, Bá tước xứ Dumbarton (b. 1984) 
  - (1) Vương tôn Archie xứ Sussex (b. 2019)